# Ro Gebhardt
Roland „Ro“ Gebhardt (* 1963 in Neunkirchen/Saar) ist ein deutscher Jazzmusiker (Gitarre, Arrangement, Komposition).
Gebhardt studierte Popularmusik am Conservatoire de Musique in Luxembourg und an der Hochschule für Musik und Theater Hamburg. Als Stipendiat setzte er sein Studium am Berklee College of Music in Boston bei Mick Goodrick und John Abercrombie fort. Anschließend absolvierte er ein Arrangement- und Kompositionsstudium/Jazz an der Hochschule für Musik Köln. Seit 1989 ist er als Musiker, Komponist und Arrangeur für verschiedene Jazz-, Latin-, Pop- und Fusion-Ensembles tätig und nahm mehrere Alben unter eigenem Namen auf; außerdem wirkte er an Produktionen in Kooperation mit dem Saarländischen Rundfunk und dem Bayerischen Rundfunk mit. 2006 trat er im Trio mit Jean-Marc Robin und Thomas Heidepriem auf. Mit seinem European Jazz Organ Trio mit Matthias Bergmann trat er 2013 in der Vertretung des Saarlandes beim Bund auf. Gebhardt ist als Musikpädagoge und Gastdozent an verschiedenen Hochschulen in Saarbrücken, Mainz, Köln, Nürnberg sowie an den Jazz & Rock Schulen Freiburg tätig. Weiter leitet er das Ensemble Electric Jazzgang.
1996 wurde ihm in Boston der Stephen D. Holland Award für besondere künstlerische Leistungen verliehen.

## Diskographische Hinweise
- Fruit of Passion (Jazzsick Records 2016, mit Twana Rhodes, Marc Secara, Romy Camerun, Dominik Steegmüller, Andrea Reichhardt, Joanna Kiolbassa, Christian Pabst, Gernot Kögel, Jean-Marc Robin, Erny Hammes, Phil Schug, Thomas Girard)
- Triage à Trois (Jazzsick Records 2013, mit Gautier Laurent und Antonio Sanchez)[4]
- Ro Gebhardt & Burdette Becks In Concert (Jazzsick Records 2011)
- Ro Gebhardt & Friends European Jam (Jazzsick Records 2008)
- Ro Gebhardt’s Intercontinental Oasis (Tirando 2004, mit Pierre-Alain Goualch, Harvie Swartz, Roland Höppner)
- On My Mind (Jazz'n'Arts Records, 2003; mit Andrea Reichhart, Pierre-Alain Goualch, Gernot Kögel, Martin Gjakonovski, Roland Höppner, Jochen Krämer)
- Lazy Days (Mood Records, 2000; mit Daniela Koenig, Martin Preiser, Diego Imbert, Jochen Krämer, Kurt Billker, Lyrics Dr. Dieter Massion)
- Love at First Sight (Dima Media, 1999; feat. Dania König & Ro Gebhardt mit Diego Imbert, Jochen Krämer, Sergio Parra, Thomas Schmidt)